# Hemiphractus
Hemiphractus – rodzaj płazów bezogonowych z rodziny Hemiphractidae.

## Zasięg występowania
Rodzaj obejmuje gatunki występujące w Panamie; w regionie od wybrzeża Oceanu Spokojnego do stoków Andów w Kolumbii i północno-zachodnim Ekwadorze; w górnym dorzeczu Amazonki i amazońskich stokach oraz w Andach w Brazylii, Kolumbii, Ekwadorze, Peru i Boliwii.

## Systematyka

### Etymologia
- Hemiphractus: gr. ἡμι- hēmi- „pół-, mały”, od ἡμισυς hēmisus „połowa”[6]; φρακτος phraktos „osłonięty, chroniony”, od φρασσω phrassō „ogrodzić, otoczyć”[7].
- Cerathyla (Ceratohyla): gr. κερας keras, κερατος keratos „róg”[8]; rodzaj Hyla Laurenti, 1768. Gatunek typowy: Cerathyla bubalus Jiménez de la Espada, 1870.

### Podział systematyczny
Do rodzaju należą następujące gatunki:
- Hemiphractus bubalus (Jiménez de la Espada, 1870)
- Hemiphractus elioti Hill, Martin, Stanley & Mendelson, 2018
- Hemiphractus fasciatus Peters, 1862
- Hemiphractus helioi Sheil & Mendelson, 2001
- Hemiphractus johnsoni (Noble, 1917)
- Hemiphractus kaylockae Hill, Martin, Stanley & Mendelson, 2018
- Hemiphractus panamensis (Stejneger, 1917)
- Hemiphractus proboscideus (Jiménez de la Espada, 1870) – trójkątka żółtopyska[9]
- Hemiphractus scutatus (Spix, 1824)